# B&B Hotels–KTM
B&B Hotels–KTM (UCI kód: BBK) byl francouzský profesionální cyklistický UCI ProTeam, který byl založen roku 2018 se statutem UCI Professional Continental týmu. Poprvé byl tým představen veřejnosti na tiskové konferenci 17. srpna 2017 manažerem týmu Jérômem Pineauem se základním rozpočtem 6 000 000 €. Na této tiskové konferenci bylo také představeno 15 jezdců týmů, z nichž byl jako lídr týmu označen Bryan Coquard. Dalších 5 jezdců týmu bylo oznámeno později. Sídlo týmu se nachází ve městě Theix. 6. ledna 2018 tým sice nezískal divokou kartu na Tour de France 2018, ale dostali možnost startovat na Critériu du Dauphiné.
Od sezóny 2019 si tým zajistil sponzorství od bretaňské sítě hotelů B&B Hotels a změnil si název na Vital Concept–B&B Hotels. V roce 2020 se B&B Hotels stal novým hlavním sponzorem týmů a název se změnil na B&B Hotels–Vital Concept.
Tým se poprvé zúčastnil Tour de France v roce 2020 bez většího úspěchu. Nejlépe umístěným jezdcem v celkovém pořadí byl Pierre Roland na 18. místě se ztrátou 1 hodiny, 8 minut a 26 sekund.

## Finální soupiska týmu
K 1. lednu 2022
- Pierre Barbier (FRA) (* 25. září 1997)
- Cyril Barthe (FRA) (* 14. února 1996)
- Alan Boileau (FRA) (* 25. června 1999)
- Franck Bonnamour (FRA) (* 20. června 1995)
- Maxime Chevalier (FRA) (* 16. května 1999)
- Jens Debusschere (BEL) (* 28. srpna 1989)
- Thibault Ferasse (FRA) (* 12. září 1994)
- Cyril Gautier (FRA) (* 26. září 1987)
- Alexis Gougeard (FRA) (* 5. března 1993)
- Miguel Heidemann (GER) (* 27. ledna 1998)
- Jonathan Hivert (FRA) (* 23. března 1985)
- Quentin Jaurégui (FRA) (* 22. dubna 1994)
- Victor Koretzky (FRA) (* 26. srpna 1994)
- Adrien Lagrée (FRA) (* 25. dubna 1997)
- Axel Laurance (FRA) (* 13. dubna 2001)
- Jérémy Lecroq (FRA) (* 7. dubna 1995)
- Cyril Lemoine (FRA) (* 3. března 1983)
- Eliot Lietaer (BEL) (* 15. srpna 1990)
- Julien Morice (FRA) (* 20. července 1991)
- Luca Mozzato (ITA) (* 15. února 1998)
- Raphael Parisella (CAN) (* 23. října 2002)
- Pierre Rolland (FRA) (* 10. října 1986)
- Sebastian Schönberger (AUT) (* 14. května 1994)
- Jordi Warlop (BEL) (* 4. června 1996)

## Vítězství na šampionátech
2019
 Mistrovství Evropy v dráhové cyklistice (Individuální stíhačka), Corentin Ermenault
 Mistrovství Evropy v dráhové cyklistice (Bodovací závod), Bryan Coquard